# Nemoria imitans
Nemoria imitans là một loài bướm đêm trong họ Geometridae.